# Христо Калфов
Христо Димов Калфов е български офицер и политик. След служба в двореца той става един от близките сподвижници на Александър Цанков и е външен министър на България през 1923 – 1926. По време на Втората световна война е председател на Народното събрание (1941 – 1944).

## Биография
Христо Калфов е роден на 28 октомври (16 октомври стар стил) 1883 в Калофер. През 1903 завършва Военното училище в София, а през 1911 – Торинската военна академия. След завръщането си в България за кратко служи в Четвърти артилерийски полк и в Школата за запасни офицери. По време на Балканската война е офицер за особени поръчки при главнокомандващия цар Фердинанд I, след което остава на служба в двореца. Там той е учител на бъдещия цар Борис III, а от 1918 – негов флигеладютант. В периода от февруари 1921 г. до септември 1922 г. отново е флигел-адютант на царя.
През септември 1922 Христо Калфов напуска службата си и се уволнява от армията с чин полковник. През следващите месеци той участва в подготовката на Деветоюнския преврат, а след неговото осъществяване става министър на външните работи и изповеданията в правителствата на Александър Цанков. Като такъв той подписва Българо-Гръцкия договор Калфов - Политис. Той е и сред водачите на Демократическия сговор и неговото цанковистко крило. След разцеплението на Демократическия сговор през 1932 Калфов се присъединява към Народното социално движение. Напуска го след Деветнадесетомайския преврат през 1934, а през 1936 прави неуспешен опит да основе Държавна социална партия. През 1941 става председател на XXV обикновено народно събрание.
След Деветосептемврийския преврат през 1944 Христо Калфов е осъден на смърт от Народния съд и е екзекутиран на 1 февруари 1945. Смъртната присъда е отменена през 1996 с Решение №243 на Върховния съд.
Брошури с неговите речи и съчинения са издавани през 30-те г. Запазени ръкописи с неговите спомени се съхраняват първоначално в НИМ, а впоследствие са предадени на ДА и част от тях е публикувана.

## Военни звания
- Подпоручик (1903)
- Поручик (1906)
- Капитан (1910)
- Майор (1 март 1916)
- Подполковник (1918)
- Полковник (22 септември 1922)

## Награди
- Военен орден „За храброст“ IV степен, 1 клас (1919)